# Monesple
Monesple – miejscowość i gmina we Francji, w regionie Oksytania, w departamencie Ariège.
Według danych na rok 1990 gminę zamieszkiwało 17 osób, a gęstość zaludnienia wynosiła 3 osoby/km² (wśród 3020 gmin regionu Midi-Pyrénées Monesple plasuje się na 1046. miejscu pod względem liczby ludności, natomiast pod względem powierzchni na miejscu 1436.).